# Up on Cripple Creek
"Up on Cripple Creek" é a quinta canção do álbum The Band, gravado pelo grupo de rock The Band em 1969. Lançado como single, alcançou a 25ª colocação nas paradas da Billboard.  Sua letra parece se referir a Cripple Creek, Colorado, associada a uma tradição mineira desde uma febre do ouro na década de 1890. "Up on Cripple Creek" foi composta pelo guitarrista Robbie Robertson, com vocais pelo baterista Levon Helm.
"Up on Cripple Creek" é notável por ser um dos primeiros registros da utilização de um clavinete Hohner sendo tocado em cojunto com um pedal wah-wah (o riff pode ser ouvido após o refrão da canção). Este som em particular se tornaria famoso em meados dos anos 1970, especialmente no funk, e continua popular até os dias de hoje.
Uma performance ao vivo de "Up on Cripple Creek" aparece no filme The Last Waltz, assim como em sua respectiva trilha-sonora. Outra versão aparece em Before the Flood, álbum ao vivo gravado pelo The Band com Bob Dylan durante uma turnê em 1974.

## Letra
Citando três temas recorrentes na obra do The Band, o Sul dos Estados Unidos, a música folk estadunidense e o alcoolismo, a canção conta a história de um mineiro que viaja até Lake Charles, Louisiana, para ficar com uma garota local que ele acredita irá ajudá-lo a se manter enquanto ele gasta seu dinheiro em bebida. Embora admita nutrir algum sentimento por sua "pequena Bessie", ele usa sua hospitalidade para se afundar no álcool. No final da canção ele vai embora para locais mais prósperos, mas com a intenção declarada de voltar mais tarde para sua Bessie.

## Créditos
- Rick Danko - baixo, backing vocals
- Levon Helm - vocais, bateria
- Garth Hudson - clavinete com pedal wah-wah, órgão Lowrey
- Richard Manuel - piano, backing vocals
- Robbie Robertson - guitarra